# Równanie Butlera-Volmera

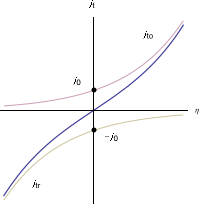
Wykres relacji Butlera-Volmera

Równanie Butlera-Volmera – jedna z najbardziej podstawowych zależności w elektrochemii. Równanie to opisuje kinetykę reakcji elektrodowych, a specyficznie zależność prądu elektrycznego od potencjału elektrody (albo nadnapięcia). Równanie to bierze pod uwagę zarówno katodową, jak i anodową reakcję przebiegające (jednocześnie) na elektrodzie:
{\displaystyle i=Ai_{0}\left\{\exp \left[{\frac {(1-\alpha )nF}{RT}}(E-E_{\mathrm {eq} })\right]-\exp \left[-{\frac {\alpha nF}{RT}}\cdot (E-E_{\mathrm {eq} })\right]\right\}}
gdzie:
{\displaystyle i} – natężenie prądu, [A]
{\displaystyle i_{o}} – gęstość prądu wymiany [A/m²],
{\displaystyle E} – potencjał elektrody [V],
{\displaystyle E_{\mathrm {eq} }} – równowagowy potencjał elektrody [V],
{\displaystyle A} – powierzchnia aktywna elektrody [m²],
{\displaystyle T} – temperatura bezwzględna [K],
{\displaystyle n} – liczba elektronów biorących udział w reakcji elektrodowej,
{\displaystyle F} – stała Faradaya,
{\displaystyle R} – stała gazowa,
{\displaystyle \alpha } – tzw. współczynnik symetrii reakcji elektrodowej (stała empiryczna), bezwymiarowy.
Nazwa równania pochodzi od nazwisk chemików Johna Alfreda Valentine Butlera i Maxa Volmera.
Równanie Butlera-Volmera jest stosowne kiedy reakcja elektrodowa jest kontrolowana przez wymianę ładunku na elektrodzie (nie przez transport masy). Niemniej zastosowalność tego równania w elektrochemii jest bardzo szeroka i jest to równanie typowo uważane za „centralne w fenomenologii kinetyki elektrodowej”